# Koronatin
Koronatin (COR) je fytotoxin produkovaný některými kmeny bakterie Pseudomonas syringae. Z chemického hlediska je složen ze dvou spojených organických kyselin spojených amidovou skupinou.
Navozuje v rostlinách řadu metabolických cest. Podle některých studií dokonce způsobuje otevření průduchů, čímž se otevírá cesta bakteriím pro vstup do rostliny.